# Gouvernement Miettunen I
République de Finlande
 Sukselainen II  Karjalainen I
Le gouvernement Miettunen I est le 46ème gouvernement de la République de Finlande,.
Le gouvernement a siégé pendant 274 jours du 14 juillet 1961 au 13 avril 1962. 
Le Premier ministre est Martti Miettunen. 

## Composition
Le gouvernement est composé des ministres suivants:
| Ministère                                           | Ministre            | Période   | Période   | Parti | Parti          |
| --------------------------------------------------- | ------------------- | --------- | --------- | ----- | -------------- |
| Premier ministre                                    | Martti Miettunen    | 14.7.1961 | 13.4.1962 |       | Parti agrarien |
| Vice-Premier ministre Ministre de l'Intérieur       | Eemil Luukka        | 14.7.1961 | 13.4.1962 |       | Parti agrarien |
| Ministre des Affaires étrangères                    | Ahti Karjalainen    | 14.7.1961 | 13.4.1962 |       | Parti agrarien |
| Ministre de la Justice                              | Pauli Lehtosalo     | 14.7.1961 | 13.4.1962 |       | Parti agrarien |
| Ministre de la Défense                              | Edvard Björkenheim  | 14.7.1961 | 13.4.1962 |       | Parti agrarien |
| Ministre des Finances                               | Wiljam Sarjala      | 14.7.1961 | 13.4.1962 |       | Parti agrarien |
| Vice-ministre des Finances                          | Juho-Eino Niemi     | 14.7.1961 | 13.4.1962 |       | Parti agrarien |
| Ministre de l'Éducation                             | Heikki Hosia        | 14.7.1961 | 13.4.1962 |       | Parti agrarien |
| Ministre de l'Agriculture et des forêts             | Johannes Virolainen | 14.7.1961 | 13.4.1962 |       | Parti agrarien |
| Vice-ministre de l'Agriculture et des forêts        | Tahvo Rönkkö        | 14.7.1961 | 13.4.1962 |       | Parti agrarien |
| Ministre des transports et des travaux publics      | Kauno Kleemola      | 14.7.1961 | 26.2.1962 |       | Parti agrarien |
| Ministre des transports et des travaux publics      | Eeli Erkkilä        | 26.2.1962 | 13.4.1962 |       | Parti agrarien |
| Vice-ministre des transports et des travaux publics | Eeli Erkkilä        | 14.7.1961 | 26.2.1962 |       | Parti agrarien |
| Ministre du commerce et de l'industrie              | Ilmari Hustich      | 14.7.1961 | 13.4.1962 |       | indépendant    |
| Vice-ministre du commerce et de l'industrie         | Pauli Lehtosalo     | 25.8.1961 | 13.4.1962 |       | Parti agrarien |
| Ministre des Affaires sociales                      | Vieno Simonen       | 14.7.1961 | 13.4.1962 |       | Parti agrarien |
| Vice-ministre des Affaires sociales                 | Mauno Jussila       | 14.7.1961 | 13.4.1962 |       | Parti agrarien |